# 5-Benziloksitriptamin
5-Benziloksitriptamin (5-BT) je derivat triptamina koji deluje kao agonist ,  i  serotoninskih receptora.

## Literatura
1. ↑  Lyon RA, Titeler M, Seggel MR, Glennon RA (1988). „Indolealkylamine analogs share 5-HT2 binding characteristics with phenylalkylamine hallucinogens”. European Journal of Pharmacology. 145 (3): 291—7. PMID 3350047. doi:10.1016/0014-2999(88)90432-3.
2. ↑  Peroutka SJ, McCarthy BG, Guan XM (1991). „5-benzyloxytryptamine: a relatively selective 5-hydroxytryptamine 1D/1B agent”. Life Sciences. 49 (6): 409—18. PMID 1650872. doi:10.1016/0024-3205(91)90582-V.
3. ↑  Cohen ML, Schenck K, Nelson D, Robertson DW (1992). „Sumatriptan and 5-benzyloxytryptamine: contractility of two 5-HT1D receptor ligands in canine saphenous veins”. European Journal of Pharmacology. 211 (1): 43—6. PMID 1319907. doi:10.1016/0014-2999(92)90260-B.
4. ↑  Boess FG, Monsma FJ, Carolo C, Meyer V, Rudler A, Zwingelstein C, Sleight AJ (1997). „Functional and radioligand binding characterization of rat 5-HT6 receptors stably expressed in HEK293 cells”. Neuropharmacology. 36 (4-5): 713—20. PMID 9225298. doi:10.1016/S0028-3908(97)00019-1.